# Sobon de Vienne
Sobon (en latin Sobonis/Sobbonis, Suboni/Subonis), mort en février 949, est un archevêque de Vienne du Xe siècle.

## Biographie

### Origines
Sobon serait le fils du vicomte de Vienne, Berlion (Bérilon, Berlionis), et de son épouse, Ermengarde (Hermengarde, Ermengardis). Cette filiation repose sur une charte datée du mois de juillet, probablement de l'année 940 ou l'année suivante, dans laquelle est indiquée « fratris mei Sobbonis archiepiscopi et genitorum nostrorum Berlionis et Ermengardis et … filii mei Teutboldi ».

### Épiscopat
Sobon aurait accédé au siège archiépiscopal de Vienne, probablement le 26 décembre 926. Cette date est donnée par rapport à la date de mort de son prédécesseur, selon le Catalogue épiscopal. L'historien local Ulysse Chevalier, dans sa Notice chronologico-historique sur les archevêques de Vienne (1879), considérait que l'archevêque Alexandre Ier serait mort vers le 16 décembre 932 et qu'il aurait eu Sobon pour coadjuteur à partir de 927. Dans son Appendice n°8, l'historien René Poupardin (1901) indiquait que la mention de Sobon en 927 remet en cause cette l'année 930-931 qui se trouve dans la Catalogue épiscopal. Il souligne qu'« il resterait à expliquer pourquoi le diplôme de 927 mentionne comme archevêque le coadjuteur Sobon, et non le titulaire Alexandre. Il vaut mieux supposer une erreur du catalogue et faire la légère correction, ann. XIX au lieu de ann. XXIV », pour la durée de l'épiscopat d'Alexandre Ier. Alexandre serait ainsi mort probablement vers le 16 décembre, de l'année 926 ou 927 et Sodon lui succèderait peu après.
Dans le Regeste dauphinois (1912), Chevalier propose une nouvelle date le 17 décembre (926), s'appuyant sur les hypothèses de Georges de Manteyer (1899) et de Louis Duchesne (1894). L'historien Louis Duchesne annotait que Sobon était mentionné pour la première fois dans un acte le 25 décembre 927, en déduisant que son épiscopat aurait ainsi pu commencer le 21 décembre 926 ou 927.
Chevalier (1879) indiquait que Sobon était mentionné avec « le titre de pontife de Vienne dans un diplôme de Louis l'Aveugle du 26 décembre de cette année ». Louis III l'Aveugle était roi de Provence de 890 à 928 et empereur d'Occident de 901 à 905. Le 25 janvier 945, il obtient des donations des rois Hugues d'Arles († 947), roi d'Italie, et de Lothaire II († 869), roi de Lotharingie.
Sobon abandonne sa charge pour devenir moine, se qualifiant de « pécheur ». Puis le recueil indique que sa déposition serait en date du 25 février 949.

### Mort et succession
La mort de Sobon n'est pas précisément connue. Chevalier (1879) indiquait entre le 26 ou 27 février, de l'année 949 ou 950. Puis dans le Regeste dauphinois (1912), il donnait pour date de son épitaphe le 26 février 949. Louis Duchesne (1894) donnait également « fin de février 948 ou 949 ». Le site de la Foundation for Medieval Genealogy donne l'année 952.
À sa mort, le siège archiépiscopal de Vienne reste vacant (Sede vacante) une huitaine ou une dizaine d'années. Le roi Conrad le Pacifique, après une période de lutte de pouvoir local, nomme Thibaud, vers 950, voire 957.

### Regeste dauphinois
1. ↑  Regeste dauphinois, p. 183, Tome 1, Fascicules 1-3, Acte no 1075 21 décembre (926) (présentation en ligne).
2. ↑  Regeste dauphinois, p. 182-183, Tome 1, Fascicules 1-3, Acte no 1074 17 décembre (926) (présentation en ligne).
3. 1 2  Regeste dauphinois, p. 201, Tome 1, Fascicules 1-3, Acte no 1197 26 février 949 (présentation en ligne).
4. ↑  Regeste dauphinois, p. 201, Tome 1, Fascicules 1-3, Acte no 1192 (présentation en ligne).
5. ↑  Regeste dauphinois, p. 201, Tome 1, Fascicules 1-3, Acte no 1196 25 février 949 (présentation en ligne).

### Autres références
1. 1 2 3  (en) Charles Cawley, « Sobon », sur fmg.ac/MedLands (Foundation for Medieval Genealogy) (consulté en avril 2020).
2. 1 2 3 4  Ulysse Chevalier, Notice chronologico-historique sur les archevêques de Vienne : d'après des documents paléographiques inédits, Vienne, 1879, 18 p. (lire en ligne), p. 11
3. 1 2 3  René Poupardin, Le Royaume de Provence sous les Carolingiens, 855-933, Paris, Librairie Émile Bouillon, 1901, 468 p. (lire en ligne), p. 251-254, « Appendice n°8 : Chronologie des archevêques de Vienne depuis la mort de Saint Barnard jusqu'à lépiscopat de Sobon (842-927) ».
4. ↑  Georges de Manteyer, « Les origines de la maison de Savoie en Bourgogne (910-1060) », dans Mélanges de l'école française de Rome, 1899 (lire en ligne), chap. 19, p. 363-540
5. 1 2 3  Louis Duchesne, Fastes épiscopaux de l'ancienne Gaule. Provinces du Sud-Est (tome premier), vol. 3, Paris, Thorin et fils, 1894, 356 p. (lire en ligne), p. 147-211.
6. ↑  René Poupardin, Le royaume de Bourgogne (888-1038) : étude sur les origines du royaume d'Arles, Paris, H. Champion, 1907, 509 p. (lire en ligne), p. 298-299.
7. ↑  Georges de Manteyer, « Les origines de la Maison de Savoie. Notes additionnelles », Le Moyen Âge, revue d'histoire et de philologie,‎ 1901, p. 257 et suivantes, p.437 et suivantes (lire en ligne).